# شهرستان وودوارد (اکلاهما)
شهرستان وودوارد، اکلاهما (به انگلیسی: Woodward County, Oklahoma) شهرستانی در ایالات متحده آمریکا است که در اکلاهما واقع شده‌است.

## خصوصیات
شهرستان وودوارد ۳٬۲۲۷ کیلومترمربع مساحت دارد.